# Unsere Liebe Frau vom Trost (Oława)

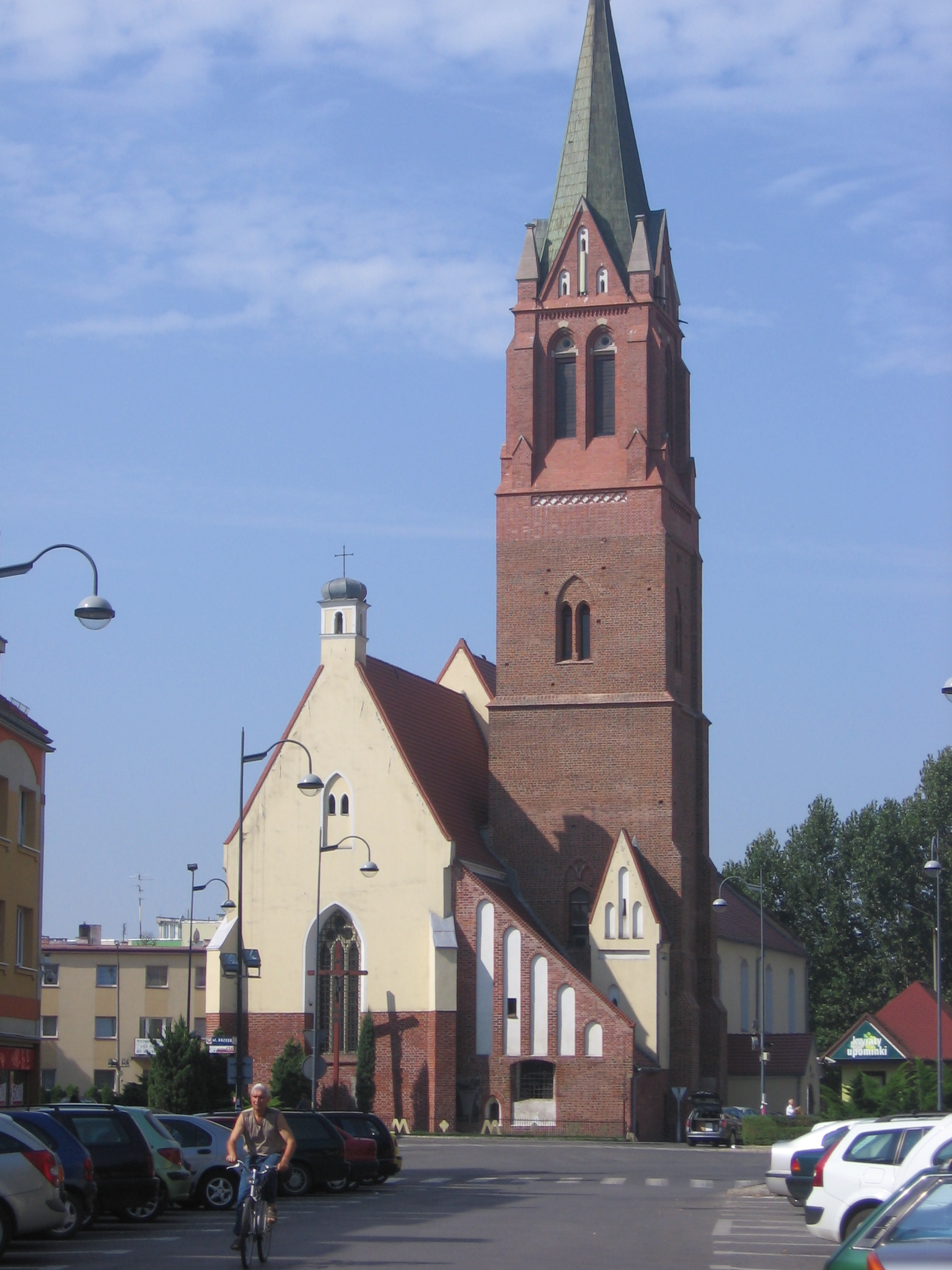
Ostansicht mit Kirchturm

Die Kirche Unsere Liebe Frau vom Trost (polnisch Kościół Matki Boskiej Pocieszenia) ist eine römisch-katholische Kirche in der niederschlesischen Stadt Oława (Ohlau). Die Kirche ist die Hauptkirche der Pfarrei Unsere Liebe Frau vom Trost (Parafia NMP Matki Pocieszenia) in Oława. Das Gotteshaus liegt im historischen Stadtzentrum südwestlich des Ohlauer Rings am pl. Maksymiliana Marii Kolbego (bis 1945 Kirchplatz).

## Geschichte

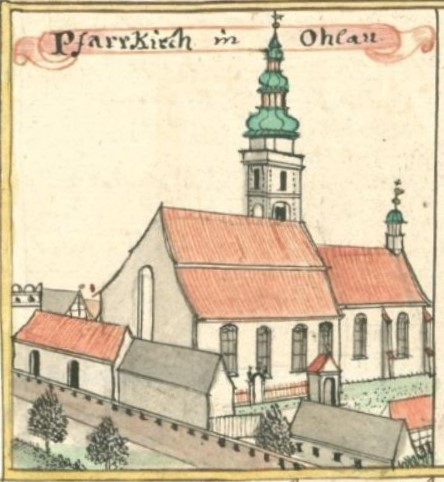
Kirche in einer Zeichnung aus der Mitte des 18. Jahrhunderts

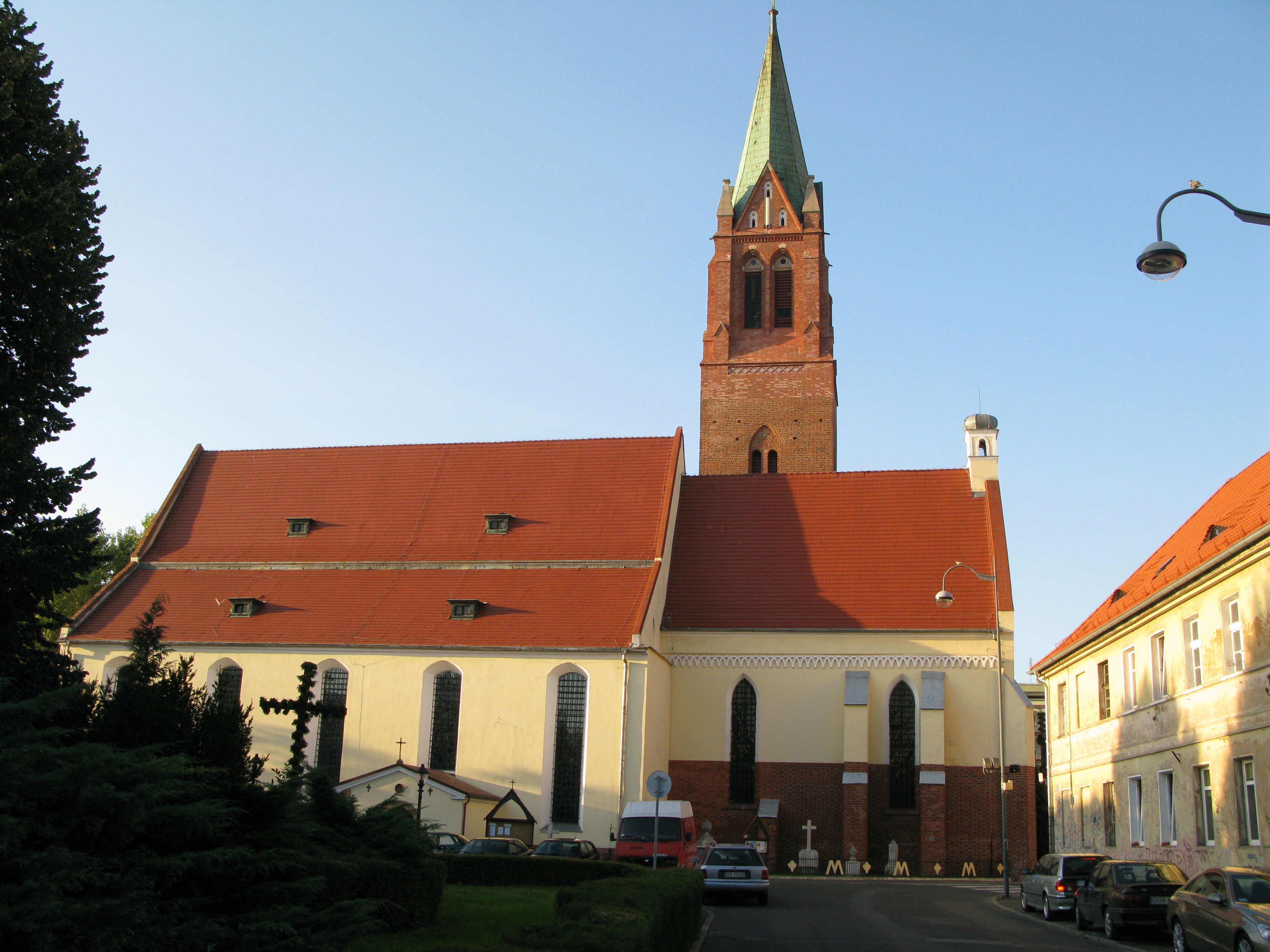
Südfront

Die Kirche wurde 1201 erstmals erwähnt. Der gotische Chor wurde um 1300 vollendet und im 15. Jahrhundert mit einem Sterngewölbe überwölbt, das Kirchenschiff wurde von 1587 bis 1589 als dreischiffige Pseudobasilika errichtet. Nach schweren Zerstörungen im Dreißigjährigen Krieg 1634 wurde die Kirche in den Jahren 1691 und 1692 wiederaufgebaut. Zwischen 1534 und 1699 war die Kirche evangelisch. 
1707 wurde die Kirche wieder evangelisch und diente bis 1945 als evangelische Pfarrkirche St. Blasius und Speratus der evangelischen Gemeinde in Ohlau. 1881 zerstörte ein Orkan den barocken Turmhelm des Glockenturms. 1886 wurde die Kirche im Stil der Neugotik umgestaltet. Gleichzeitig wurde der Kirchturm im neogotischen Stil mit Spitzhelm errichtet, welcher das Stadtbild bis heute prägt.
Zwischen 1970 und 1972 wurde die Technik im Kirchengebäude modernisiert. Im Jahr wurde die Kirche zum Sanktuarium erklärt.

## Architektur und Ausstattung
Insgesamt erstreckt sich die Kirche über fünf Joche im Langhaus und zwei Joche im niedrigeren Chor und ist 50 m lang und 30 m breit. Der auf einem quadratischen Grundriss stehenden Kirchturm besitzt mit seinem neugotischen Aufbau eine Höhe von 62 m. Trotz der bewegten Vergangenheit konnte sich in der Kirche eine sehenswerte Innenausstattung erhalten: Neben einigen Renaissance-Epitaphen verdienen die Renaissance-Kanzel sowie die barocke Orgel Beachtung, der Hauptaltar ist neugotisch. Weiterhin befinden sich im nördlichen Seitenschiff Emporen mit Rundbogenarkaden.